# Igor Dolea
Igor Dolea (n. 17 iulie 1962, Năvîrneț, Fălești) este un jurist din Republica Moldova, fost judecător al Curții Constituționale a Republicii Moldova în perioada februarie 2013 - 11 decembrie 2018.
A absolvit Facultatea de Drept a Universității de Stat din Moldova în anul 1988, ulterior în 1996 a obținut titlu de doctor în drept, urmînd în anul 2009 doctor habilitat în drept.
Din 2010 până în prezent fiind profesor universitar la catedra Drept procesual penal și criminalistică, Universitatea de Stat din Moldova, anterior fiind conferențiar universitar la catedra Drept procesual penal și criminalistică, Universitatea de Stat din Moldova, ulterior șef al catedrei Drept procesual penal și criminalistică, Universitatea de Stat din Moldova în perioada anilor 1996 - 2013
Membru al grupurilor de lucru pentru elaborarea Codului de procedură penală, Codului de executare, Codului contravențional, Legii cu privire la mediere, Legii cu privire la probațiune, Legii cu privire la protecția martorilor și altor participanți la procesul penal. A desfășurat activitate în calitate de expert în proiectele internaționale susținute de Consiliul Europei, OSCE, OIM, etc. Autor a peste 100 de publicații, inclusiv monografii și manuale, în domeniul justiției și drepturilor omului.
În 2009 a fost decorat cu medalia „Om Emerit”.
Dolea a renunțat din propria inițiativa la funcția de judecător constituțional prezentând demisia la data de 10 decembrie 2018.